# Micael Borges
Micael Leandro de Farias Borges, (Río de Janeiro, 12 de diciembre de 1988), más conocido por el nombre artístico Micael, y anteriormente como Mika, es un cantante y actor brasileño. Fue uno de los seis jugadores brasileños de la telenovela Rebelde.

## Filmografía

### TV
- 2002 - Brava Gente[2]
- 2003 - Alô Video Escola como Rafa[3]
- 2006 - Malhação como Niño carboncillo
- 2007 - Caminhos do Coração como Juliano[4]
- 2009 - Malhação como Luciano Ribeiro[5][6][7][8][9]
- 2011/2012 - Rebelde como Pedro Costa[10][11][12][13][14]
- 2012 - Rebeldes Para Sempre
- 2014 - Milagres de Jesus como Gad[15]
- 2014 - Isso eu Faço (Reality Show)
- 2016 - TVZ (presentador invitado)
- 2017 - Dancing Brasil (Reality Show)
- 2018-19 - O Tempo Não Para - Lauro Ferrão (Lalá)

### Cine
- 2001 - Copacabana
- 2002 - Cidade de Deus como Caixa Baixa[16]
- 2003 - As Alegres Comadres como Raul[17]
- 2004 - Irmãos de Fé como Paulo[18]
- 2014 - Alemão

## Discografía

### ConRebeldeS
| Año  | Álbum |
| ---- | --- |
| 2011 | Rebeldes - Lanzamiento: 30 de septiembre - Discográfica: EMI Music - Formatos: CD, descarga digital           |
| 2012 | Rebeldes: Ao vivo - Lanzamiento: 11 de abril - Discográfica: EMI Music - Formatos: CD, descarga digital       |
| 2012 | Meu Jeito, Seu Jeito - Lanzamiento: 7 de diciembre - Discográfica: EMI Music - Formatos: CD, descarga digital |

### Como solista
Extended plays
- 2014: Qual é o Andar da Felicidade?
- 2016: Pra Elas

Sencillos
- 2013: "Essa Noite Eu Vou Ficar"
- 2013: "Qual é o Andar?"
- 2014: "Me Sinto Tão Bem"
- 2014: "Leblon"
- 2014: "Leblon (Remix)" (con Mr Catra, Dubeat, OriGame ZL, Goobie)
- 2016: "Sinal" (con Lulu Santos y DJ Calfani)
- 2016: "Quero Seu Amor"